# Sardones
Sauf précision contraire, les dates de cet article sont sous-entendues « avant l'ère commune » (AEC), c'est-à-dire « avant Jésus-Christ ».
Les Sardones , Sordes ou Sordons sont un peuple de l'Antiquité localisé au nord des Pyrénées orientales, autour des villes d'Illiberis (Elne) et de Ruscino (Château-Roussillon).

## Géographie

### Provinces et peuples limitrophes
Ouvert sur la Méditerranée, le territoire des Sardones est limitrophe de l'Hispanie, sous domination romaine dès le début du IIe siècle avant notre ère (province de Tarraconaise). 
Ils ont pour voisins les Indigetes au sud, les Kerètes à l'ouest et sans doute les Élisyques au nord dans la région de Narbonne.

### Territoire des Sardones
D'après Pomponius Mela (Ier siècle), les sources de Salses (Fons Salsulae) constituent la limite nord du territoire des Sardones. D'après Avienus (IVe siècle), ils occupent à la fois le littoral roussillonnais et les pays des Albères, du Conflent et du Vallespir. 
Leur territoire suit le littoral vers le sud jusqu'à Cerbère (Cervaria), localité citée comme marquant la limite entre la Gaule et l'Hispanie.
Le pays des Sardones a formé le Roussillon et correspond de nos jours à la moitié orientale du département des Pyrénées-Orientales.

## Histoire

### Origines
Selon d'anciennes traditions[réf. nécessaire], la culture nuragique de Sardaigne a été créée par des immigrants venus de la péninsule Ibérique, les Balari. Le nom de « Sardones », ainsi que celui des Cerretains et de la Cerdagne, est peut-être lié à ces traditions.
Les Sardones sont probablement un peuple pré-indo-européen, comme les Basques à l'ouest de la chaîne des Pyrénées. Ils subissent de nombreuses influences au gré des invasions et migrations. 

### Influences ligure, ibère et celte
Ils sont d'abord marqués par les Ligures vers le Xe siècle av. J.-C., comme en témoignent les nombreux champs d'urnes présents dans la région. Ils sont ensuite influencés par les Ibères au Ve ou IVe siècle av. J.-C., puis par les Celtes à partir du IIIe siècle av. J.-C., notamment au contact des Volques installés de Toulouse à Nîmes. 
Pour les Romains, qui interviennent dans cette région après la fin des guerres puniques (-146), ce sont des Gaulois de Gaule transalpine, ensemble qui s'étend des Pyrénées au Rhin.

### Dans l'empire romain (à partir de -121)
Après les campagnes menées par les Romains en 125-121 dans le sud-est de la Gaule, notamment par le consul Gnaeus Domitius Ahenobarbus, les Sardones sont intégrés à la province de Gaule narbonnaise (chef-lieu : Narbonne).
Leur territoire est traversé par la voie Domitienne, construite à partir de -118, qui relie Cerbère au Rhône, et au-delà se prolonge vers l'Italie (Plaisance) par la vallée de la Durance et le col de Montgenèvre.